# Villy-lez-Falaise
Villy-lez-Falaise è un comune francese di 270 abitanti situato nel dipartimento del Calvados nella regione della Normandia.

## Società

### Evoluzione demografica
Abitanti censiti